# Ulric Manfred I
Ulric Manfred I o Olderic Manfred I fou senyor de la marca de Torí. Fill i successor d'Arduí Glaber va ser marquès, però a part del nom i parentiu poca cosa se'n sap. Fou el pare del marques Olderic Manfred II (o Ulric Manfred II), qui el va succeir el 1001
El temps de Manfredo I (o Magnifred) com a marquès de Torí, és fosc. La seva mort fou a l'entorn de l'any 1000, però fins i tot aquesta data que apareix en diverses fonts, és força incerta; tampoc se sap la data d'inici del seu marquesat que generalment se situa vers l'any 977. Sota el seu regnat, els territoris sota el govern de la ciutat de Torí s'estenien dels Alps de Ligúria fins a la vall del Po.

## Matrimoni i descendència
Es va casar amb Prangarda, filla d'Adalbert Ató de Canossa que va donar al seu marit dos fills: 
*Olderic Manfred II, Senyor de la marca de Torí i el seu successor,
*Alaric, que fou bisbe d'Asti.